# Lophophora evan
Lophophora evan là một loài bướm đêm trong họ Noctuidae.